# Dorset Motor Services
Dorset Motor Services war ein britischer Hersteller von Automobilen.

## Unternehmensgeschichte
Derek Finlay gründete in den 1980er Jahren das Unternehmen in Fordingbridge in der Grafschaft Hampshire. Er begann 1989 mit der Produktion von Automobilen und Kits. Der Markenname lautete DMS. 1993 endete die Produktion. Insgesamt entstanden etwa 141 Exemplare. Classic Replicas übernahm das Unternehmen. Es ist unklar, ob dort die DMS-Modelle weiterhin produziert wurden.

## Fahrzeuge

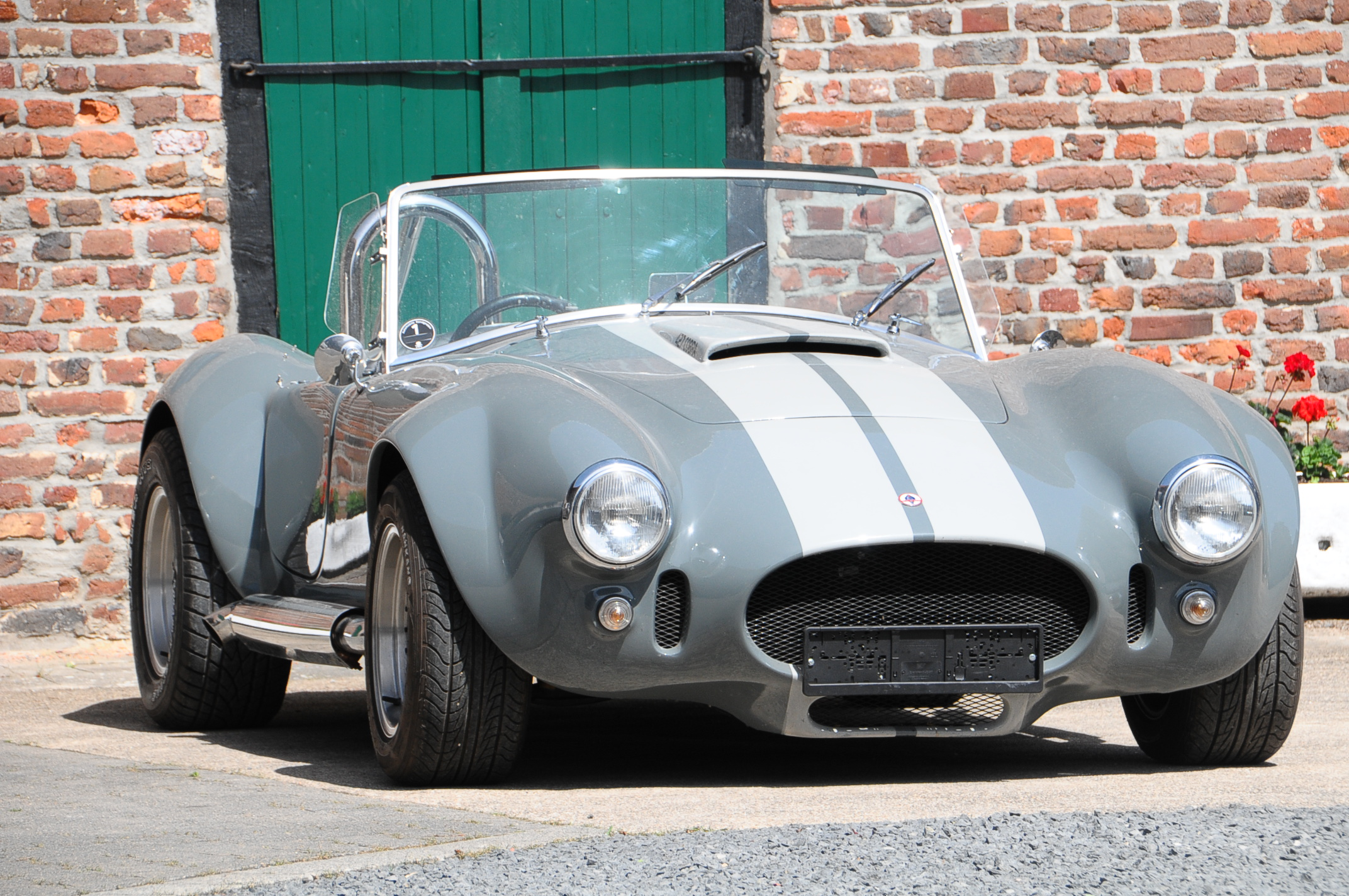
DMS Cobra mit 3,0ltr. Essex Motor

Der Venom war die Nachbildung einer AC Cobra auf Basis Ford Cortina. Verschiedene Motoren vom Vierzylindermotor bis zum V8-Motor standen zur Auswahl. Hiervon entstanden etwa 100 Exemplare.
Der Predator basierte auf dem Datsun 240 Z. Er ähnelte dem Ferrari 250 GTO. Etwa 20 Exemplare entstanden.
Ebenfalls etwa 20 Exemplare entstanden vom Bullit. Dieses Fahrzeug basierte auf dem Ford Capri. Es war inspiriert vom Aston Martin Vantage. Die Karosserie bestand aus Fiberglas. Zur Wahl standen Coupé und Cabriolet.
Ein Einzelstück blieb der 1993 präsentierte Abingdon. Dies war die Nachbildung eines MG A.